# Порт Балтимора
Порт Хелен Делич Бентли в Балтиморе (англ. Helen Delich Bentley Port of Baltimore) — морской порт, расположенный в приливных бассейнах трёх рукавов реки Патапско в Балтиморе, штат Мэриленд, на верхнем северо-западном берегу Чесапикского залива Атлантического океана. Это крупнейший в Соединённых Штатах Америки портовый комплекс для специализированных грузов (судов-ролкеров) и пассажирских судов.
Он находится в ведении Администрации порта Мэриленда (англ. Maryland Port Administration — англ. MPA) — подразделения департамента транспорта Мэриленда.
Непосредственно к порту примыкает Военно-морская база, контролируемая ВМС США.
C 26 марта 2024 года доступ морских судов в порт заблокирован из-за обрушения моста Фрэнсиса Скотта Ки, однако доступ для грузового автомобильного и железнодорожного транспорта остаётся открытым.

## История
В 1608 году капитан Джон Смит прошёл 170 миль (270 км) от Джеймстауна (основанного годом ранее), исследуя берега, реки и ручьи до верхней части Чесапикского залива в направлении реки Саскуэханна, возглавив первую европейскую экспедицию к реке Патапско, названную в честь коренных алгонкинских народов, которые ловили моллюсков и охотились.
Порт был основан в 1706 году генеральной ассамблеей провинции Мэриленд (английская колония) — и является одним из старейших торговых портов США, он появился ещё до основания города Балтимор в 1729 году, и до войны за независимость США (1775—1783). Во время празднования 300-летия порта в 2006 году, он был переименован в честь Хелен Делич Бентли (1923—2016), бывшего давнего представителя (конгрессмена) в Конгрессе США (1985—1995) из Балтимора. Она также была бывшим морским репортёром/редактором The Baltimore Sun, местной крупной ежедневной газеты.

## Описание
Суда могут заходить в порт по фарватеру Чесапикского залива длинной 240 км и глубиной 15,2 м или по 24-километровому бесшлюзовому судоходному каналу глубиной 11,7 метров, соединяющему Чесапикский залив с заливом Делавэр. Морской порт Балтимор имеет несколько бассейнов и портовых районов с 98 причалами, длина которых составляет 40 км с глубинами до 13 м. В Балтимор ввозятся следующие морские грузы: нефть и нефтепродукты, железные, марганцевые и хромовые руды, резина, каучук. Вывозятся: уголь, зерно, кокс, автомобили, стальные изделия и лесоматериалы.
В 2023 году в этой морской гавани было обработано 52,3 млн тонн грузов на сумму около $80,8 млрд.
Причалы порта оснащены современным погрузочно-разгрузочным оборудованием для обработки грузов. Судостроительно-судоремонтные предприятия, располагающие 2 сухими и 6 плавучими доками, 10 стапелями, обеспечивают строительство торговых судов, танкеров и кораблей, а также ремонт кораблей до крейсеров включительно. Порт Балтимор связан с другими районами США обширной сетью железнодорожных и автомобильных дорог.